# 1. divisjon 1993 (football americano)
La 1. divisjon 1993 è l'8ª edizione del campionato di football americano di primo livello, organizzato dalla NAIF.

## Squadre partecipanti
| Club            | Città    | Stadio | Sponsor ufficiale | Risultato nella stagione 1992 |
| --------------- | -------- | ------ | ----------------- | ----------------------------- |
| Asker Lynx      | Asker    |        |                   |                               |
| Bergen Storm    | Bergen   |        |                   |                               |
| Kolbotn Kodiaks | Oppegård |        |                   |                               |
| Oslo Vikings    | Oslo     |        |                   |                               |
| Oslo Trolls     | Oslo     |        |                   |                               |

## Stagione regolare

### Classifica
La classifica della regular season è la seguente:
- PCT = percentuale di vittorie, G = partite giocate, V = partite vinte,  P = partite perse, PF = punti fatti, PS = punti subiti

| Pos. | Squadra         | PCT  | G | V | N | P | PF  | PS  |
| ---- | --------------- | ---- | - | - | - | - | --- | --- |
| 1    | Oslo Trolls     | .875 | 8 | 7 | 0 | 1 | 343 | 80  |
| 2    | Oslo Vikings    | .750 | 8 | 6 | 0 | 2 | 342 | 83  |
| 3    | Asker Lynx      | .500 | 8 | 4 | 0 | 4 | 139 | 233 |
| 4    | Bergen Storm    | .375 | 8 | 3 | 0 | 5 | 212 | 299 |
| 5    | Kolbotn Kodiaks | .000 | 8 | 0 | 0 | 8 | 30  | 371 |

## Playoff e playout

### Tabellone
|  | Semifinali | Semifinali   | Semifinali |              |    | VIII NM-Finale  | VIII NM-Finale  | VIII NM-Finale  |  |
|  |            |              |            |              |    |                 |                 |                 |  |
|  | 1          | Oslo Trolls  | 37         |              |    |                 |                 |                 |  |
|  | 1          | Oslo Trolls  | 37         |              |    |                 |                 |                 |  |
|  | 3          | Asker Lynx   | 7          |              |    |                 |                 |                 |  |
|  | 3          | Asker Lynx   | 7          |              | 1  | Oslo Trolls     | 60              |                 |  |
|  |            |              |            |              | 1  | Oslo Trolls     | 60              |                 |  |
|  |            |              | 2          | Oslo Vikings | 19 |                 |                 |                 |  |
|  | 2          | Oslo Vikings | 2          | Oslo Vikings | 19 | 36              |                 |                 |  |
|  | 2          | Oslo Vikings |            |              |    | 36              |                 |                 |  |
|  | 4          | Bergen Storm | 8          |              |    | Finale 3º posto | Finale 3º posto | Finale 3º posto |  |
|  | 4          | Bergen Storm | 8          |              |    |                 |                 |                 |  |
|  |            |              |            |              |    |                 |                 |                 |  |
|  |            |              |            |              |    | 3               | Asker Lynx      | 1               |  |
|  |            |              |            |              |    | 3               | Asker Lynx      | 1               |  |
|  |            |              |            |              |    | 4               | Bergen Storm    | 0 d.g.s.        |  |

### Playout
| 26 giugno 1993 | Sandnes Oilers | 18 – 16 | Kolbotn Kodiaks |  |

### Semifinali
| 26 giugno 1993 | Bergen Storm | 8 – 36 | Oslo Vikings |  |

| 27 giugno 1993 | Oslo Trolls | 37 – 7 | Asker Lynx |  |

### Finale 3º - 4º posto
| 3 luglio 1993 | Asker Lynx | 1 – 0 (a tavolino) | Bergen Storm |  |

### VIII NM Finale
| 3 luglio 1993 | Oslo Trolls | 60 – 19 | Oslo Vikings |  |

## Verdetti
- Oslo Trolls Campioni della Norvegia 1993
- Kolbotn Kodiaks retrocessi in 2. divisjon 1994